# Den svenska psalmboken
Den svenska psalmboken er Svenska kyrkans salmebog.
Ud over den halvofficielle Uppsalapsalmboken fra 1645 har Sverige haft fire officielle salmebøger gennem tiden med 1986-udgaven som den nyeste.
| Bog | Spire Denne artikel om bøger og tidsskrifter er en spire som bør udbygges. Du er velkommen til at hjælpe Wikipedia ved at udvide den. |